# Dimensions (ep)
Dimensions is de tweede ep van Wolfmother. Het werd uitgebracht in 2006.

## Nummers
1. "Dimension" – 4:23
2. "Mind's Eye" – 4:57
3. "Love Train" – 3:02
4. "The Earth's Rotation Around the Sun" – 2:45
5. "Dimension" (video)
6. "Mind's Eye" (video)